# تيموثي مارتن
تيموثي مارتن هو لاعب كرة قدم بلجيكي ولوكسمبورغي في مركز حراسة المرمى، ولد في 27 مارس 2001 في بلجيكا.